# (23467) 1990 QS3
(23467) 1990 QS3 est un astéroïde de la ceinture principale d'astéroïdes découvert en 1990.

## Description
(23467) 1990 QS3 a été découvert le 20 août 1990 à l'observatoire Palomar, situé au nord de San Diego en Californie, par Eleanor Francis Helin.

### Caractéristiques orbitales
L'orbite de cet astéroïde est caractérisée par un demi-grand axe de 2,55 UA, un périhélie de 2,02 UA, une excentricité de 0,21 et une inclinaison de 5,50° par rapport à l'écliptique. Du fait de ces caractéristiques, à savoir un demi-grand axe compris entre 2 et 3,2 UA et un périhélie supérieur à 1,666 UA, il est classé, selon la JPL Small-Body Database, comme objet de la ceinture principale d'astéroïdes.

### Caractéristiques physiques
(23467) 1990 QS3 a une magnitude absolue (H) de 15,3 et un albédo estimé à 0,076.